# Спасите «Титаник»
«Спасите „Титаник“» (англ. S. O. S. Titanic), варианты — «Титаник» и «S.O.S. с „Титаника“» — британо-американский телефильм 1979 года о гибели лайнера «Титаник». Первый фильм о «Титанике», снятый в цвете. В большинстве сцен «Титаник» изображал лайнер «Куинн-Мэри».
Оригинальная телеверсия имеет продолжительность в 144 минуты. В 1980 году фильм был перемонтирован до 103 минут и выпущен в кинотеатрах Европы (в том числе и в СССР) и именно эта версия была издана на DVD и транслировалась в дальнейшем по телевидению в различных странах. Оригинальная версия была выпущена только в 2020 году.

## Сюжет
Ночью 14 апреля 1912 года крупнейший на то время пассажирский морской лайнер «Титаник» столкнулся с айсбергом, недалеко от побережья Ньюфаундленда. В фильме рассказывается о последнем рейсе лайнера, о его пассажирах и о тех ужасах, что обрушились на них в ночь катастрофы, с точки зрения трёх разных групп пассажиров — соответственно, первого, второго и третьего класса.
Пассажиры первого класса, о которых рассказывается в фильме, включают миллионера Дж. Дж. Астора с его новой женой Мадлен, их подругу Молли Браун, ещё одну пару молодожёнов — Дэниела и Мэри Марвин, а также Б. Гуггенхайма.
Третьим классом плывут около десятка ирландских эмигрантов, переживания и гибель которых во время катастрофы подробно показаны в фильме.

## В ролях
| Актёр              | Роль                        |
| ------------------ | --------------------------- |
| Дэвид Джэнссен     | Джон Джекоб Астор           |
| Клорис Личмен      | Маргарет Браун              |
| Сьюзан Сент-Джеймс | Ли Гудвин                   |
| Дэвид Уорнер       | Лоуренс Бизли               |
| Иэн Холм           | Брюс Исмей                  |
| Хелен Миррен       | стюардесса Мэй Слоун        |
| Гарри Эндрюс       | Эдвард Джон Смит            |
| Беверли Росс       | Мадлен Астор                |
| Джеффри Уайтхед    | Томас Эндрюс                |
| Роберт Пью         | Джеймс Фаррелл              |
| Джерри Хаузер      | Дэниел Марвин               |
| Дебора Фоллендер   | Мэри Марвин                 |
| Шевон Бриарс       | Кэти Гилнах                 |
| Кэтрин Бирн        | Бриджит Брэдли              |
| Ник Бримбл         | Олаус Абельсет              |
| Норман Россингтон  | вахтенный офицер Томас Кинг |
| Эд Бишоп           | Генри Б. Харрис             |
| Лиза Хилбольдт     | Рене Харрис                 |
| Джон Моффатт       | Бенджамин Гуггенхайм        |
| Обри Моррис        | стюард Джон Харт            |
| Нэнси Невинсон     | Ида Штраус                  |
| Гордон Уайтинг     | Исидор Штраус               |
| Питер Бурк         | Гарольд Брайд               |
| Кейт Говард        | графиня Ротс                |
| Мэдж Райан         | Вайолет Джессоп             |

| Актёр             | Роль                             |
| ----------------- | -------------------------------- |
| Малкольм Стоддард | Чарльз Лайтоллер                 |
| Филип Стоун       | капитан «Карпатии» Артур Рострон |
| Кристофер Страули | радист «Карпатии» Гарольд Коттэм |
| Пол Янг           | Уильям Мёрдок                    |
| Виктор Лэнгли     | Уоллес Хартли                    |
| Тони Каунтер      | Генри Уайлд                      |
| Морис Роевз       | Фредерик Барретт                 |
| Уоррен Кларк      | Джозеф Боксхолл                  |
| Карл Хауман       | Гарольд Лоу                      |
| Мэтью Гиннесс     | Томас Байлз                      |
| Кевин О’Ши        | Реджинальд Ли                    |
| Алек Сабин        | Фредерик Флит                    |
| Дэвид Баттли      | Сидни Фредерик Стеббингс         |
| Николас Дэвис     | Альфред Кинг                     |
| Джерард Максорли  | Мартин Галлахер                  |
| Филип О’Салливан  | Дэвид Чартерс                    |
| Джейкоб Брук      | стюард Джон Харди                |
| Тони Мейден       | Элгар Джон Гай                   |
| Мишель О’Коннор   | Кейт Маллин                      |
| Райна О’Грейди    | Мэри Агата Глинн                 |
| Доротея Филлипс   | Эмма Элиза Бакнелл               |
| Анна Куэйл        | Мод Луиза Слокомб                |
| Кэролл Россо      | мадам де Вильер                  |
| Ронан Смит        | Дэниел Бакли                     |
| Розмари Лич       | Августа Дэвис Оджен              |

Имена вымышленных персонажей выделены жирным шрифтом.